# 파장 (영화)
《파장》(Wavelength)은 미국에서 제작된 마이클 스노우 감독의 1967년 영화이다.

## 출연
- Hollis Frampton
- Lyne Grossman
- Naoto Nakazawa
- Roswell Rudd
- Amy Taubin
- Joyce Wieland
- Amy Yadrin

## 같이 보기
- 캐나다 영화